# Société de Belles-Lettres
Pour les articles homonymes, voir Belles-lettres.
 (juin 2019).

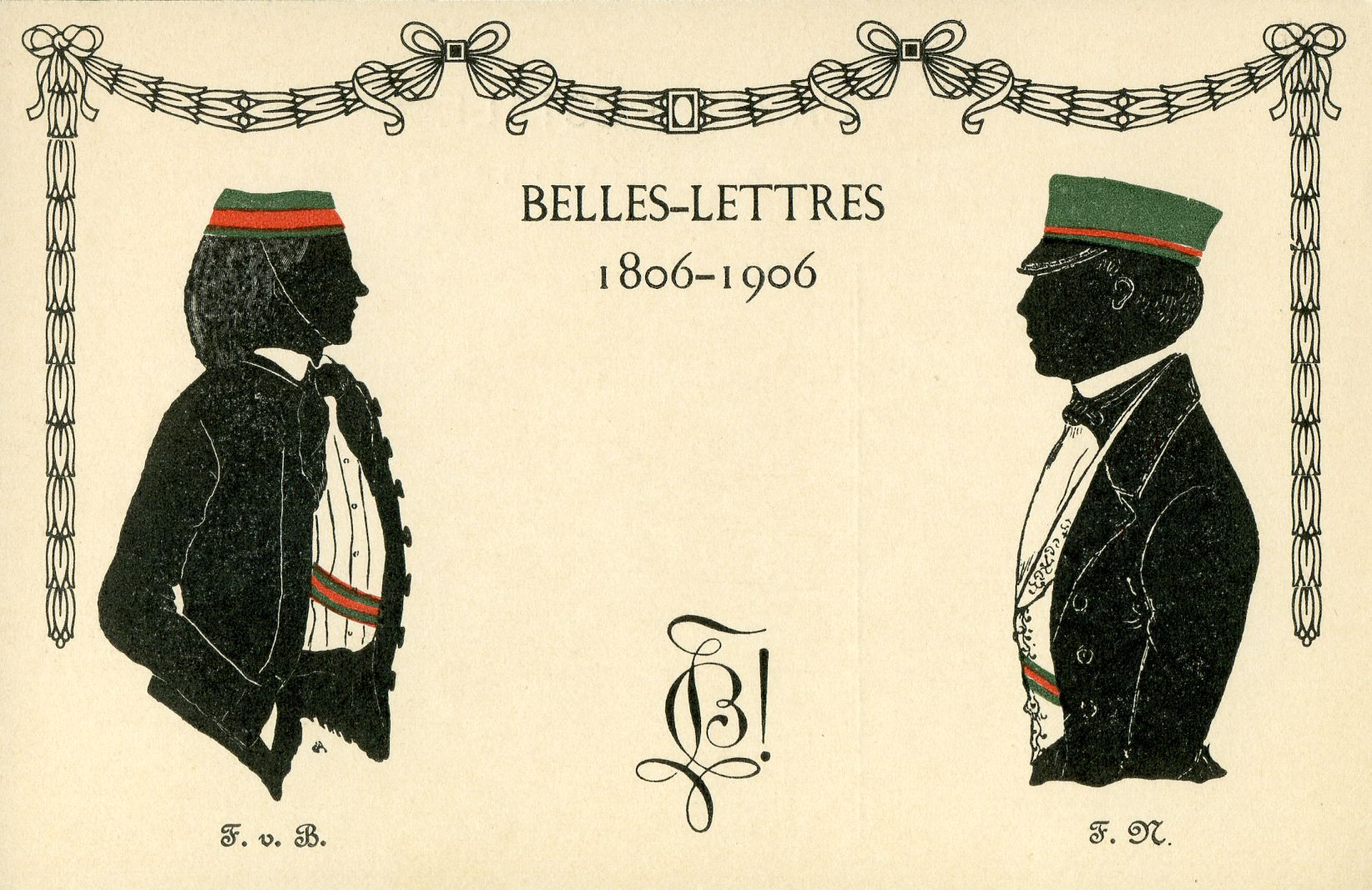
Carte postale de Société d'étudiants suisse de Belles-Lettres, section Lausanne, 1906.

La Société de Belles-Lettres est une société d'étudiants suisse. Elle compte des sections dans plusieurs universités suisses, notamment celles de Lausanne, Genève et de Neuchâtel, ainsi qu'une succursale à Bruxelles. La société de Lausanne est la plus ancienne corporation estudiantine de Suisse.

## Histoire

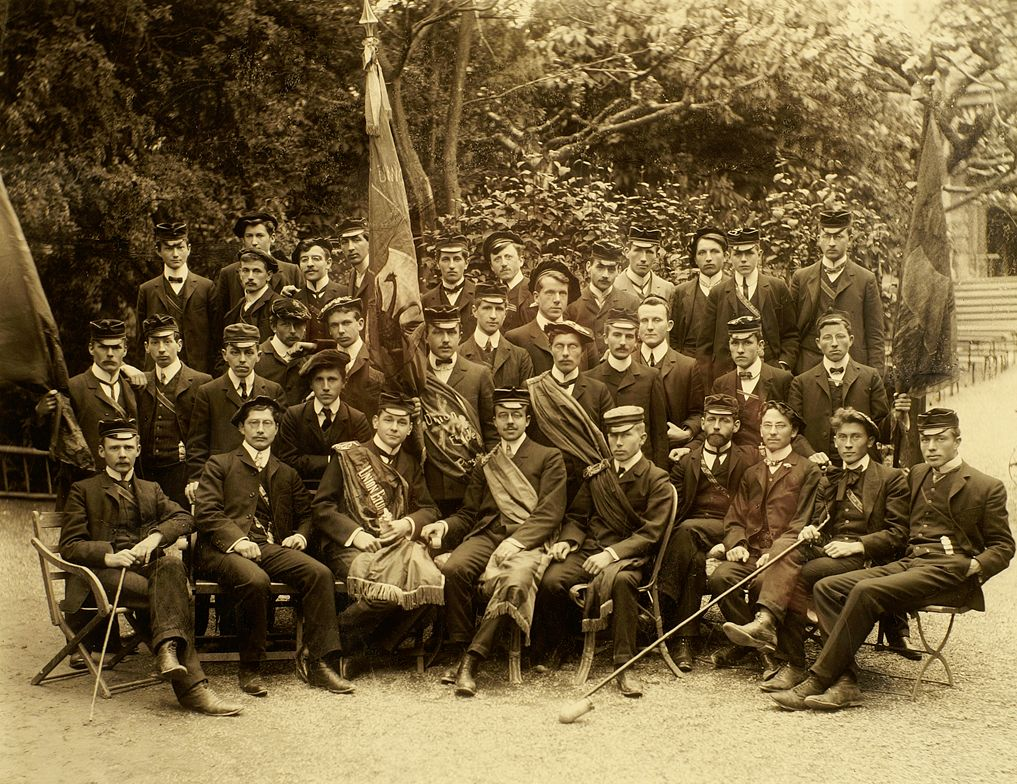
Membres de la Société d'étudiants de Belles-Lettres, section Lausanne, 1898

Fondée en 1806 par des gymnasiens lausannois (dont Charles Monnard), la société tire son nom de l'auditoire fréquenté par les futurs étudiants en philosophie. D'abord simple cercle littéraire, la société étendra son cercle d'activités.
C'est en 1824 que la section genevoise de la société voit le jour, fondée par des étudiants inscrits à l'auditoire des belles-lettres de l'Académie de Genève. Elle adopte le nom éponyme le 16 février 1826.
La société neuchâteloise est née en 1832 sous l'appellation de Société des étudiants neuchâtelois, et prend le nom de Belles-Lettres le 5 septembre 1848.
D'autres sociétés ont également existé à Fribourg (1899), ou encore à l'École Polytechnique Fédérale de Zurich (1920).
En 2014, Belles-Lettres devient internationale par la fondation d'une section à Bruxelles.
La Société regroupe des étudiants dans la tradition des sociétés d'étudiants suisses et germaniques, avec cependant une forte empreinte latine. En effet, contrairement aux autres sociétés, Belles-Lettres ne connaît pas la hiérarchie entre « Burschen » et « Füchse » comme ses consœurs helvétiques, et accepte les candidatures féminines à Lausanne et à Bruxelles, mais garde la tradition masculine à Neuchâtel et à Genève.
Le côté latin est accentué par l'absence des « Comment » chers aux sociétés d'inspiration germanique. De même, la boisson d'élection de Belles-Lettres est le vin, produit en abondance par les coteaux de Lavaux et du lac de Neuchâtel, et non la bière, même s'il semblerait que l'influence de la culture belge fait de la bière la boisson d'élection de la branche de Bruxelles. Ses couleurs sont depuis 1846 le vert et le rouge. La devise de la société est « Union, Étude », à laquelle s'ajoute le terme « Persévérance » à Lausanne, trace de l'incorporation au XIXe siècle de la société Mercurienne.

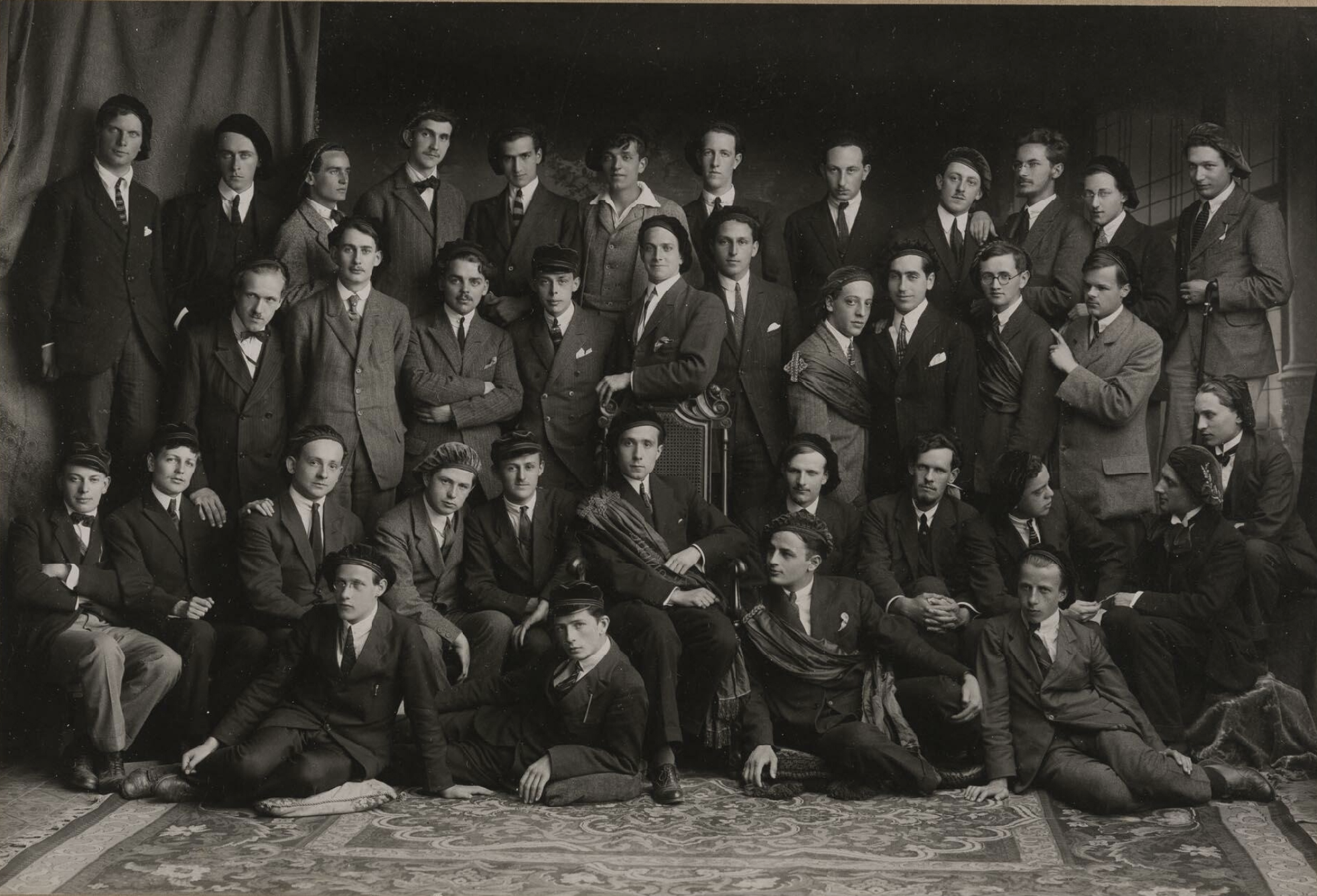
La Société de Belles-Lettres de Genève en 1922

Enfin, Belles-Lettres se distingue par le port alternatif du béret ou de la casquette, alors que seule la seconde est le principal couvre-chef des autres société d'étudiants suisses.
Belles-Lettres célèbre la langue française et la culture romande, l'amitié fraternelle, l'organisation d'activités culturelles, la participation aux activités des autres sociétés, etc.
La Société de Belles-Lettres est bien connue dans le monde de la littérature francophone par la publication de la Revue littéraire de Belles-Lettres.

## Le Lapin Vert
Le Lapin Vert est le local de la section vaudoise de Belles-Lettres. Il est situé rue du Lapin Vert, sur les hauteurs de la ville de Lausanne. C'est là que se déroulent les activités et les théâtrales de la section.
Son nom est à la fois un jeu de mots lié au « Sapin Vert », l'hymne de la Société, et au caveau du « Lapin Agile » parisien.

## Île de Rolle

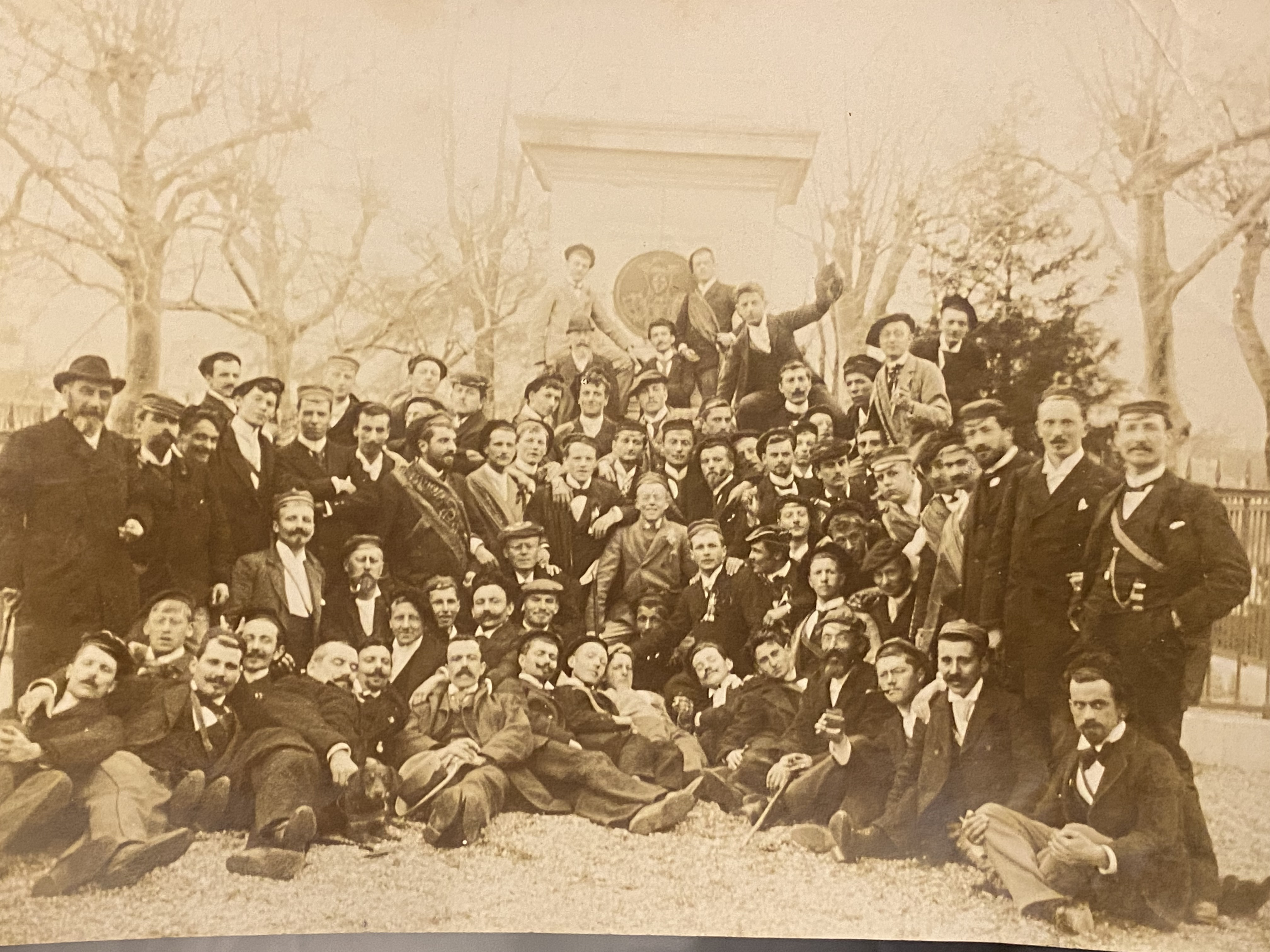
Fête centrale de la Société de Belles-Lettres - 1895, Rolle

C'est à Rolle, sur l'île de la Harpe, que les Bellettriens se réunissent pour leur Fête Centrale depuis 1846. Les membres des différentes sections s'y réunissent pour célébrer l'amitié, autour d'un banquet.

## Le Revenandray
La section lausannoise dispose d'un chalet dans le village des Diablerets.
Vers la fin du XIXe siècle, des Bellettriens de Lausanne, épris de solitude alpestre, se mirent en quête d’un site favorable dans la vallée des Ormonts. Ils logèrent d’abord au chalet d’Arpille, puis à deux reprises au chalet du Pillon. L’année suivante ils découvrirent une nouvelle retraite, le chalet du Revenandray, au pied de la Palette d’Isenau, sur une épaule de pâturage émergeant des forêts et d’où la vue embrasse toute la contrée, du sommet des Diablerets aux lointaines Tours d’Aï. C’était en juillet 1898, et ces Bellettriens étaient au nombre de six. Ils ne tardèrent pas à être rejoints par nombre des leurs.
Le nom de « Revenandray » apparaît pour la première fois dans un acte de 1798. Il désigne le sentier qui part de la Preisaz et traverse le pâturage pour aboutir aux Moilles. En ce temps-là, les diligences étaient le seul moyen de transport, et les Bellettriens faisaient à pied la longue route qui va d’Aigle aux Diablerets.

## Monuments
La Société de Belles-Lettres a offert une station météorologique à la ville de Rolle, à l'occasion du cinquantième anniversaire de la fondation de la Société. Une promenade au bord du lac Léman y porte d'ailleurs le nom de la Société de Belles-Lettres.
La Société a offert également un buste du poète Marc Monnier à l'Université de Genève ainsi qu'un buste du scientifique Louis Agassiz à celle de Neuchâtel.
La section vaudoise de Belles-Lettres a fait élever une statue en l'honneur du théologien Alexandre Vinet à Lausanne.

## Fonds d'archives
Fonds : Société de Belles-Lettres de Lausanne (1806-2006) [14,60 ml].  Cote : CH-000053-1 P Belles-Lettres. Archives cantonales vaudoises (présentation en ligne).
Fonds : Société de Belles-Lettres (Genève) (1799 - 1974) [11 mètres].  Cote : CH BGE Arch. Belles-Lettres 0, 1-247. Genève : Bibliothèque de Genève (présentation en ligne).
Fonds : Belles-Lettres Neuchâtel (1838-1991) [9 m.l.].  Cote : CH-001535-5 CH NE AVN Fb Belles-Lettres. Archives de la Ville de Neuchâtel.

## Quelques bellettriens, honoraires et amis de Belles-Lettres

### Littérature
- Henri-Frédéric Amiel (1821-1881) à Genève
- Charles Apothéloz (1922-1982) à Lausanne
- Pierre Beausire (1902-1990) à Lausanne
- Albert Béguin (1901-1957) à Genève
- Richard-Édouard Bernard (1919-1977) à Lausanne
- André Bonnard (1888-1959) à Lausanne
- Freddy Buache (1924-2019) à Lausanne
- Alfred Cérésole (1842-1915) à Lausanne
- Jacques Chessex (1934-2009) à Lausanne
- Charles Didier (1805-1864) à Genève
- Louis Favre (écrivain) à Neuchâtel
- Jacques-René Fiechter (1894-1981) à Lausanne
- Marc Fournier (1815-1879) à Genève
- Henri Gaberel (1915-1997) à Lausanne
- Élie Gagnebin (1891-1949) à Lausanne
- Vahé Godel (1931-) à Genève
- Philippe Godet (1850-1922) à Lausanne
- Jacques Guhl (1922-2024) à Lausanne
- Georges Haldas (1917-2010) à Genève
- Franck Jotterand (1923-2000) à Lausanne
- Jean Marteau (1903-1970) à Genève
- Charles Monnard (1790-1865) à Lausanne
- Marc Monnier (1829-1885) à Genève
- Philippe Monnier (1864-1911) à Genève
- Henri Morier (1910-2004) à Genève
- Jean-Pierre Moulin (1922) à Lausanne
- Juste Olivier (1807-1876) à Lausanne
- Jean Pache (1933-2001) à Lausanne
- Daniel Simond (1904-1973) à Lausanne
- Robert Pinget (1919-1997) à Genève
- Eugène Rambert (1830-1886) à Lausanne
- Marcel Raymond (1897-1981) à Genève
- Albert Rheinwald (1882-1966) à Genève
- Édouard Rod (1857-1910) à Lausanne
- Florian Rodari (1949 -) à Genève
- Denis de Rougemont à Neuchâtel
- Alfred Roulin (1885-1975) à Lausanne
- Jean Rudhardt (1922-2003) à Genève
- Léon Savary (1895-1968) à Lausanne et à Genève
- Jean-Pierre Schlunegger (1925-1964) à Lausanne
- Charles Secrétan (1815-1895) à Lausanne
- Daniel Simond (1904-1973) à Lausanne
- Jean Starobinski (1920-2019) à Genève
- Pierre-Alain Tâche (1940) à Lausanne
- Gilbert Trolliet (1907-1980) à Lausanne
- Benjamin Vallotton (1877-1962) à Lausanne
- Paul Vallotton (1919-2010) à Lausanne
- Yves Velan (1925) à Lausanne
- Louis Vulliemin (1797-1879) à Lausanne

### Musique
- Pierre Dudan (1916-1984) à Lausanne
- Emile Jaques-Dalcroze ( 1866-1950 ) à Genève
- Antoine Livio (1937-2001) à Lausanne
- Jean-Pierre Moulin (1922) à Lausanne
- Jean Perrin (1920-1989) à Lausanne
- Henri Roehrich (1837-1913) à Genève
- Yves Sandrier (1938-1958) à Genève
- Antoine Scheuchzer (1945) à Lausanne
- Numa F. Tétaz (1926-2005) à Genève

### Beaux-arts
- Armand Abplanalp (1930-2000) à Lausanne
- Gustave Castan (1823-1892) à Genève
- Auguste de Molins (1821-1890) à Lausanne
- Edmond de Palézieux (1850-1924) à Lausanne
- Charles Émile Egli (1877-1937) à Lausanne
- Alexis Forel (1852-1922) à Lausanne
- Paul Milliet ( 1844-1918 ) à Genève
- Julien Renevier (1847-1907) à Lausanne
- Gustave Roux (1828-1885) à Lausanne
- Pietro Sarto (1930) à Lausanne
- Auguste Veillon (1834-1890) à Lausanne

### Architecture
- Claude Jaccottet (1915-2000) à Lausanne

### Histoire, langue, géographie, etc.
- Willy Borgeaud (1913-1989) à Genève
- Charles Maystre (1907-1993) à Genève
- Henri de Ziegler (1885-1970) à Genève
- Jules Nicole (1842-1921) à Genève
- Edmond Sollberger (1920-1989) à Genève
- Pierre Vaucher (1833-1898) à Genève

### Presse
- Jacques Adert (1817-1886) à Genève
- Pierre Béguin (1903-1978) à Genève
- Joël Cherbuliez (1806-1870) à Genève
- Charles-Henri Favrod (1927) à Lausanne
- Jacques Freymond (1911-1988) à Lausanne
- Richard Garzarolli ( 1945-) à Genève
- Philippe Godet (1850-1922) à Lausanne
- Robert Hari (1922-1988) à Genève
- André Kuenzi (1916-2005) à Lausanne
- François Landgraf (1938-2001) à Lausanne
- Roger Nordmann (1919-1972) à Lausanne
- Léon Savary (1895-1968) à Genève et Lausanne
- Édouard Secretan (1848-1917) à Lausanne
- Claude Torracinta (1934-2024) à Genève

### Diplomatie, politique, etc.
- Pierre Anthonioz (1911-1996) à Genève
- Félix Bonjour (1858-1942) à Lausanne
- Samuel Campiche (1914-2004) à Lausanne
- Antoine Carteret (1813-1889) à Genève
- André Chavanne (1916-1990) à Genève
- Gaston Cherpillod (1925-2012) à Lausanne
- Georges-André Chevallaz (1915-2002) à Lausanne
- Alexandre de Jomini (1814-1888) à Lausanne
- Georges Favon (1843-1902) à Genève
- Edmond Favre (1812-1880) à Genève
- Jacques Freymond (1911-1998) à Lausanne
- Sylvain Goujon (1932-2009) à Lausanne
- Gérard Horst (1923-2007) à Lausanne
- Georges Jaccottet (1881-1918) à Lausanne
- Pierre Jaccoud (1905-1996) à Genève
- Adrien Lachenal (1849-1918) à Genève
- Paul Lachenal (1884-1955) à Genève
- Philippe Le Royer (1849-1918) à Genève
- André Muret (1909-1986) à Lausanne
- Robert Petitmermet (1886-1976) à Lausanne
- Marc Peter (1873-1966) à Genève
- Marcel Pilet-Golaz (1889-1958) à Lausanne
- Frédéric Raisin (1851-1923) à Genève
- Louis Ruchonnet (1834-1893) à Lausanne
- Erich von Reden (1840-1917) à Genève
- Jules Vuy (1815-1896) à Genève
- Eric Werner (1940-) à Genève
- Eduard Wildbolz (1858-1932) à Lausanne

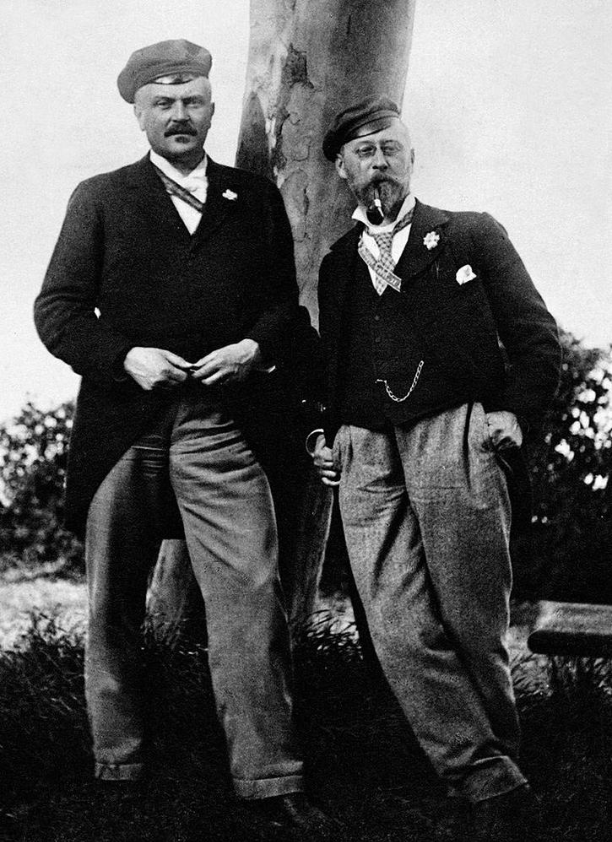
Adrien Lachenal et Philippe Godet à la fête centrale de Belles-Lettres - Rolle, 1898

### Sciences, mathématiques, etc.
- Nikolaos Apostolidis (1856-1919) à Genève
- Pierre Bovet (1878-1965) à Genève
- Daniel Bovet (1907-1992) à Genève
- René-Edouard Claparède (1832-1871) à Genève
- Jules Dejerine (1849-1917) à Genève
- Henri Fehr (1870-1954) à Genève
- Marcel Junod (1904-1961) à Genève
- François-Jules Pictet de la Rive (1809-1872) à Genève
- Eugène Pittard (1867-1962) à Genève
- Emile Yung (1854-1918) à Genève

### Autres domaines
- Jean-Paul Barbier-Mueller (1930-2016) à Genève
- Gad Borel (1942-) à Genève
- Alfred Dufour (1938-) à Genève
- Claude Goretta (1929-2019) à Genève
- Louis-Constant Henriod (1814-1874) à Neuchâtel
- Joseph Hornung (1822-1884) à Genève
- Henri Manen (1900-1975) à Genève
- André Prudhommeaux (1902-1968) à Genève
- Louis Segond (1810-1885) à Genève
- Adolphe Reymond (1896-1976) à Genève

## Honoraires des Sociétés de Belles-Lettres (avec leur année de réception)
- Léon de La Cressonnière (Vicomte de la Cressonnière) (1860) à Lausanne et (1861) à Genève
- Philippe Godet (1880) à Genève et (1884) à Lausanne
- Émile Jaques-Dalcroze (1890) à Lausanne
- Albert Bonnard (1900) à Lausanne
- Maurice Reymond de Broutelles (1900) à Lausanne
- Robert Chodat (1909) à Genève
- Georges Duhamel (1919) à Genève
- Henry Spiess (1920) à Genève
- Jean Cocteau (1921) à Genève
- Gonzague de Reynold (1925) à Genève
- Jean Violette (1930) à Genève
- André Gide (1933) à Genève
- Nora Silvère (1953) à Genève
- Albert Skira (1968) à Genève

### Amis de la Société de Belles-Lettres de Lausanne (avec leur année de réception)
- Édouard-Marcel Sandoz (1903)
- Igor Stravinsky (1917)
- Georges Duhamel (1919)
- Jean Cocteau (1921)
- Darius Milhaud (1923)
- Paul Valéry (1926)
- Géa Augsbourg (1927)
- André Bonnard (1933)
- André Gide (1933)
- Jacques Béranger (1933)
- Louis Aragon (1937)
- Henry de Montherlant (1939)
- Paul Éluard (1943)
- Jean-Paul Sartre (1949)
- Casimir Reymond (1950)
- Vercors (1952)
- Ernest Ansermet (1956)
- Jean Villard, dit Gilles (1956)
- Georges Simenon (1961)
- Pierre Mac Orlan (1965)
- Maurice Chappaz (1966)
- Henri Guillemin (1969)
- Philippe Jaccottet (1971)
- Alain Tanner (1972)
- André Kuenzi (1979)
- Jean-Pascal Delamuraz (1984)
- Armin Jordan (1991)
- Gilbert Coutaz (2003)
- Jacques Roman (2004)
- Cédric Pescia (2004)
- Daniel Maggetti (2006)